# 智利政党列表
智利政党分为3个明确区分的政治集团：左翼、中间派和右翼。在1973年智利政变之前，这3个政治集团在一定程度上是多元化和碎片化的。
这种区分自19世纪末以来就已存在。从那时起，这3个政治集团由不同的政党组成。每个政党都在国家治理中拥有一定程度的权力，或在国会中拥有席位。
根据1980年《智利共和国政治宪法》和1987年《政党组织基本法》，政党被法律正式承认为政治体系的组成部分，并被认为对引导公众舆论发挥着作用。

## 列表
智利实行多党制。截至2025年3月，智利共有22个依法注册的政党。
- 去吧智利（英语：Chile Vamos）
  - 民族革新
  - 独立民主联盟（英语：Independent Democratic Union）
  - 政治进化
- 民主社会主义（英语：Democratic Socialism (Chile)）
  - 智利社會黨
  - 爭取民主黨
  - 智利激进党（英语：Radical Party of Chile (2018)）
  - 智利自由党（英语：Liberal Party of Chile (2013)）
- 广泛阵线
- 基督教民主黨
- 智利共產黨
- 民主人士（英语：Democrats (Chile)）
- 基督教社会党（英语：Christian Social Party (Chile)）
- 智利共和党（英语：Republican Party (Chile, 2019)）
- 社会绿色地区主义联盟（英语：Social Green Regionalist Federation）
- 国家自由意志党
- 人文主义行动
- 为了智利黄色（英语：Amarillos por Chile）
- 人民党 (2019年)（英语：Party of the People (Chile)）
- 人文主义党
- 人民绿色联盟党（英语：Popular Green Alliance Party）
- 人民党 (2022年)（英语：People's Party (Chile)）
- 平等党
- 革命工人党